# Ерик XI Муцави и Хроми
Ерик XI Муцави и Хроми (1216—1250) био је краљ Шведске (1222—1229. и 1234—1250) из династије Ерик.
Био је изузетно неспособан и слаб владар, па је за време његове владавине стварну власт вршио Биргер Јарл из династије Фулконг, његов зет. Ерик је збачен с власти 1229. године од стране Кнута II, кога је збацио 1234. године.
У име хришћанства Ерик је водио не само политику потчињавања шведског сељаштва, већ и политику спољних освајања. Његови ударци били су уперени према северу — на Финску и на Неву, тежећи да освоји њено ушће, како би завладали балтичком трговином с Русијом. Он је водио крсташке ратове против Финске. Финска су племена била побеђена и принуђена да се покрсте. На Неви је, пак наишао на одлучан отпор од стране Карелаца и Руса. Године 1240. његову војску је у бици на Неви потпуно разбио новгородски кнез Александар Невски. У тој бици Александар је ранио у лице Биргера.
После Ерикове смрти за краља је био изабран Биргеров син Валдемар, али је власт фактички и даље остала у рукама Биргера.

## Породично стабло
|  |                           |  |  |  |  |  |  |  |  |  |  |  |  |  |  |  |
|  | 2. Ерик X Шведски         |  |  |  |  |  |  |  |  |  |  |  |  |  |  |  |
|  |                           |  |  |  |  |  |  |  |  |  |  |  |  |  |  |  |
|  |                           |  |  |  |  |  |  |  |  |  |  |  |  |  |  |  |
|  | 1. Ерик XI Муцави и Хроми |  |  |  |  |  |  |  |  |  |  |  |  |  |  |  |
|  |                           |  |  |  |  |  |  |  |  |  |  |  |  |  |  |  |
|  |                           |  |  |  |  |  |  |  |  |  |  |  |  |  |  |  |
|  | 3. Richeza of Denmark     |  |  |  |  |  |  |  |  |  |  |  |  |  |  |  |
|  |                           |  |  |  |  |  |  |  |  |  |  |  |  |  |  |  |
|  |                           |  |  |  |  |  |  |  |  |  |  |  |  |  |  |  |